# 维勒孔特
维勒孔特（法語：Villecomte，法語發音：[vilkɔ̃t]）是法国科多尔省的一个市镇，属于第戎区。

## 地理
维勒孔特（47°30'36"N, 5°2'7"E）面积16.41 平方千米，位于法国勃艮第-弗朗什-孔泰大區科多尔省，该省份为法国中东部省份，北起奥布省，西接涅夫勒省和约讷省，南至索恩-卢瓦尔省，东南接汝拉省，东临上索恩省，东北部与上马恩省接壤。
与维勒孔特接壤的市镇（或旧市镇、城区）包括：索勒迪克、谢涅、迪耶奈、塔尔叙勒、韦尔诺。
维勒孔特的时区为UTC+01:00、UTC+02:00（夏令时）。

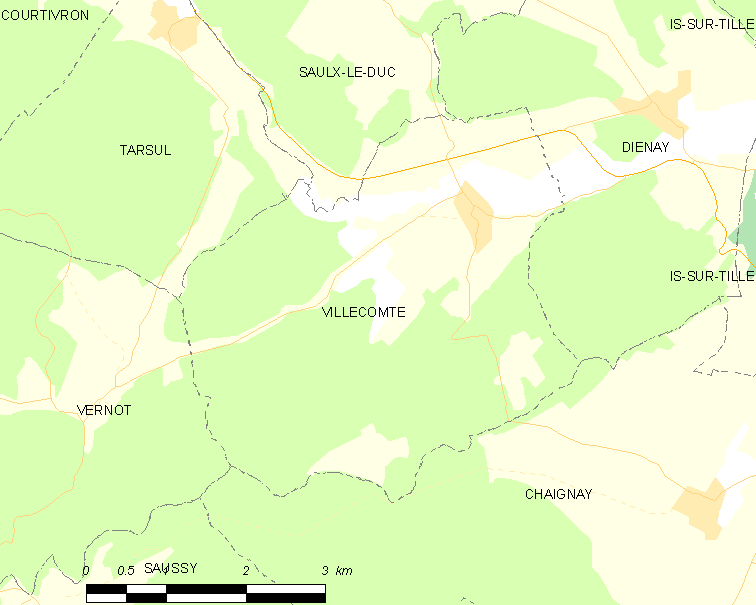
维勒孔特的OSM定位图

## 行政
维勒孔特的邮政编码为21120，INSEE市镇编码为21692。

## 政治
维勒孔特所属的省级选区为蒂耶河畔伊斯县。

## 人口

1962-2008年间维勒孔特人口变化图示

维勒孔特于2022年1月1日时的人口数量为245人。